# Egon Zacher
Egon Zacher (Berlin, ?–?) német nemzeti labdarúgó-játékvezető.

## Pályafutása

### Nemzeti játékvezetés
Sportvezetőinek javaslatára 1934-ben lett a német bajnokság játékvezetője. A nemzeti játékvezetéstől 1951-ben vonult vissza. Kiemelt német bajnoki mérkőzéseinek száma: 11.

#### Nemzeti kupamérkőzések
Vezetett kupadöntők száma: 1.

##### Német labdarúgókupa
A második kupadöntő koordinálását végezhette.
| Időpont         | Helyszín                 | Mérkőzés típusa | Mérkőzés                  | Eredmény | Nézők száma |
| --------------- | ------------------------ | --------------- | ------------------------- | -------- | ----------- |
| 1937. január 3. | Olimpiai Stadion, Berlin | döntő           | VfB Leipzig–FC Schalke 04 | 2 – 1    | 70 000      |